# 스파이 지니어스
《스파이 지니어스》(영어: Spies in Disguise)는 미국에서 제작된 트로이 퀘인, 닉 브루노 감독의 2019년 첩보 코미디 애니메이션 영화이다. 윌 스미스, 톰 홀랜드, 벤 멘덜슨, 러시다 존스, 리바 매킨타이어, 레이철 브로즈너핸, 캐런 길런, DJ 캘리드, 마시 오카 등이 목소리 출연하였다.
이 영화는 2019년 12월 25일 개봉되었다. 블루 스카이 스튜디오에서 제작한 마지막 영화이자 디즈니의 21세기 폭스 인수 이후 20세기 폭스와 블루 스카이 스튜디오에서 내놓은 유일한 애니메이션 영화이며, 20세기 폭스라는 이름이 쓰인 마지막 애니메이션 영화이기도 하다.
평단으로부터 대체로 호평을 받았다. 2021년 제46회 새턴상 최우수 애니메이션 영화상 후보에 올랐다.

## 줄거리
H.T.U.V. 특수 요원 랜스 스털링은 인공두뇌학 기술로 무장한 테러리스트 킬리언에게서 공격용 드론이 든 서류 가방을 회수한다. 본부로 돌아온 랜스는 악한을 상대하는 좀 더 평화로운 방법을 고민하는 MIT 출신 청년 과학자 월터가 자신에게 비살상 무기를 장착해놓은 것을 질타하며 월터를 해고한다.
그러나 서류 가방 안은 비어있었고, 킬리언이 홀로그램 기술을 이용해 랜스인 척 변장하고 드론을 갖고 이동하는 장면이 감시 카메라에 찍힌 것을 근거로 내사과 요원 마시 커펠은 랜스를 배신자로 규정한다.
본부에서 도망친 랜스는 월터가 최근 개발한 은신 기술의 도움을 받기 위해 월터를 찾아온다. 하지만 랜스는 실수로 월터가 이제 막 제조했으며 아직 해독제가 없는 혼합물을 마시고, 염색체 파열 과정을 거쳐 비둘기로 변하고 마는데...

## 목소리 출연
- 윌 스미스 - 랜스 스털링 역
- 톰 홀랜드 - 월터 베킷 역
- 벤 멘덜슨 - 킬리언 역
- 러시다 존스 - 마시 커펠 역
- 리바 매킨타이어 - 조이 젱킨스 국장 역
- 레이철 브로즈너핸 - 웬디 베킷 역
- 캐런 길런 - 아이스 역
- DJ 캘리드 - 이어스 역
- 마시 오카 - 무기상 기무라 가츠 역
- 칼라 히메네스 - 제럴딘 역
- 올리 머스 - 하급 요원 역
- 마크 론슨 - H.T.U.V. 관제실 기사 역
- 킴벌리 브룩스 - 아우디 RSQ 역
- 소연 - 대한민국 텔레비전 드라마 여주인공 역
- 장민혁 - 대한민국 텔레비전 드라마 남주인공 역
- 아가타 도시야 - 야쿠자3 역

### 우리말 녹음
- 장민혁 - 랜스 스털링 역
- 심규혁 - 월터 베킷 역
- 김율 - 마시 역
- 송준석 - 킬리언 역
- 이상헌 - 기무라 역
- 김옥경 - 조이 역
- 정현경 - 아이스 역
- 이장원 - 이어스 역